# Harald Hagen
Harald Wilhelm Karl Hagen junior (* 15. März 1902 in Oslo; † 24. Mai 1972 ebenda) war ein norwegischer Segler.

## Erfolge
Harald Hagen, Mitglied des Kongelig Norsk Seilforening, nahm an den Olympischen Spielen 1924 in Paris in der 8-Meter-Klasse als Crewmitglied der norwegischen Yacht Béra teil. Bereits in der ersten Wettfahrt gelang der Béra die Qualifikation für das Halbfinale, sodass der vierte Platz in der zweiten Wettfahrt nur statistischen Wert hatte. In der dritten Wettfahrt, die als erstes von zwei Halbfinalen gewertet wurde, kam die Béra ebenso als erstes ins Ziel wie auch bei der vierten Wettfahrt. Damit wurde Hagen, wie auch die übrigen Crewmitglieder Carl Ringvold junior, Rick Bockelie, Ingar Nielsen sowie Carl Ringvold senior, der als Skipper die Béra führte, Olympiasieger.